# Laura Rozza
Laura Rozza (Milano, 8 ottobre 1954) è una politica italiana, deputata de La Rete dal 1992 al 1994.

## Biografia
Impegnata fin da giovane nell'associazionismo cattolico, è presidente della FUCI tra il 1974 e il '78.
È tra i fondatori de La Rete, sotto le cui insegne è stata eletta deputata nell'XI Legislatura (1992-1994).
Vive a Roma e insegna lettere nella scuola media Dante Alighieri. È stata moglie del giornalista del TG1 Paolo Giuntella (dal 1980 alla morte del marito nel 2008), con il quale ha avuto tre figli.